# Karanggeneng (Godong)
Karanggeneng is een bestuurslaag in het regentschap Grobogan van de provincie Midden-Java, Indonesië. Karanggeneng telt 3588 inwoners (volkstelling 2010).